# Peričnik
Peričnik je slap in potok v Triglavskem narodnem parku, ki iz obvisele doline teče v ledeniško dolino Vrata, kjer se izliva v potok Bistrica.

## Znamenitost
Peričnik je zaščiten kot naravna dediščina, saj je bilo v preteklosti kar nekaj idej o izrabi moči njegove vode za pridobivanje električne energije. Slap je pri svojem »rezanju« stene večkrat spreminjal pot. Ob pozornem pogledu na njegov vrh lahko opazimo žlebove v steno. V 30. letih 20. stoletja se je struga nad spodnjim Peričnikom zamašila in nekaj časa je Peričnik tekel kot dvopramenski slap. Danes se to zgodi le ob največjih nalivih. Pod slapom se lahko sprehodimo.

## Dostop
Dostop do spodnjega slapa je lahek, saj se lahko do njega pripeljemo z avtomobilom iz Mojstrane. Tu moramo biti pozorni na odcep ceste proti dolini Vrata in Aljaževemu domu. Po približno treh kilometrih vožnje se pripeljemo do brunarice pod Peričnikom. Tu je tabla uprave Triglavskega narodnega parka s podatki o slapovih. Sledimo stezi in se nahajamo pod spodnjim Peričnikom. Okrog njega se lahko tudi sprehodimo, vendar je priporočena nepremočljiva vetrovka (in čelada). Dostop do zgornjega Peričnika je otežen. Po desnem bregu potoka se dvigne kratka, vendar precej strma pot do drugega, 16 m visokega slapu. Zgornji slap je precej podoben spodnjemu. Tu velja opozoriti, da spust do vrha spodnjega slapu ni varen, saj lahko hitro pademo preko več kot 50 m visoke stene.

## Podatki
Peričnik sodi med najbolj znane slapove v Sloveniji. Govorimo o dveh slapovih: 16 m visokem zgornjem Peričniku in 52 m visokem spodnjem Peričniku. Kadar govorimo o slapu Peričnik, imamo v mislih izrazit curek vode spodnjega slapa, ki teče preko 52 m visoke stene. Če se izpod slapa podamo na nasprotni breg Bistrice ter nekaj deset metrov navzgor po melišču, si lahko ogledamo oba slapova. 

### Galerija
- Za slapom se lahko tudi sprehodimo
- Stena slapa v zimskem času